# Karl Friedrich Benjamin Löwenberg
Karl Friedrich Benjamin Löwenberg oder Loewenberg (* 10. November 1807 in Löwenberg in Schlesien; † 21. Dezember 1871 in Berlin) war ein deutscher Rechtswissenschaftler und Richter.

## Leben
Löwenberg wurde 1829 Auskultator. Seine Promotion zum Dr. iur. erfolgte 1831 mit der Dissertation De successione contra tabulas secundum juris Romani novissimi principia an der Universität Berlin. Zum 1. Oktober 1833 wurde er zum Assessor beim Kammergericht ernannt. Seine außergewöhnlich guten Prüfungsergebnisse führten dazu, dass Löwenberg unter Justizminister Heinrich Gottlob Mühler eine Stellung am Justizministerium sowie eine Stelle am Oberappellationssenat mit vollem Stimmrecht erhielt. 1838 erfolgte seine Ernennung zum Oberlandesgerichtsrat in Insterburg. Als solcher blieb er allerdings am Justizministerium in Berlin angestellt.
Löwenberg kam 1839 als Oberlandesgerichtsrat an das Oberlandesgericht Breslau, wurde jedoch 1840 bereits an das Justizministerium nach Berlin zurückberufen. 1844 wurde er Kammergerichtsrat. Ab 1843 war er parallel als Hilfsarbeiter am Preußischen Obertribunal tätig. Er wurde dort 1847 zum Geheimen Obertribunalsrat ernannt und war für seine kurzen, aber sehr präzisen und bewusst formulierten Gerichtsentscheidungen bekannt.
Löwenberg war von 1848 bis 1870 Mitglied der Justiz-Examinationscommission, 1864 Mitglied der Commission betreffend der auf Grund des Gesetzes vom 21. Mai 1861 für die Aufhebung der Grundsteuerbefreiung zu gewährenden Entschädigungen und wurde 1867 vom Bundesrat zum Mitglied der Commission zur Ausarbeitung des Entwurfes einer Proceßordnung in bürgerlichen Rechtsstreitigkeiten für die Staaten des Norddeutschen Bundes gewählt.

## Werke (Auswahl)
- De successione contra tabulas secundum juris Romani novissimi principia, Krause, Berlin 1831.
- Die Verordnung vom 14ten Dezember 1833., über das Rechtsmittel der Revision und der Nichtigkeitsbeschwerde: nebst sämmtlichen gesetzlichen und ministeriellen Abänderungen, Ergänzungen und Erläuterungen, Nauck, Berlin 1837.
- Beiträge zur Kenntniß der Motive der preußischen Gesetzgebung, 2 Bände, Veit, Berlin 1843.
- Materialien des Anhanges zum Allgemeinen Landrecht und zur Allgemeinen Gerichtsordnung, Veit, Berlin 1843.
- Ueber den Lieferungs-Vertrag unter Berücksichtigung des Handels mit geldwerthen Papieren, Veit, Berlin 1846.